# Podszybie

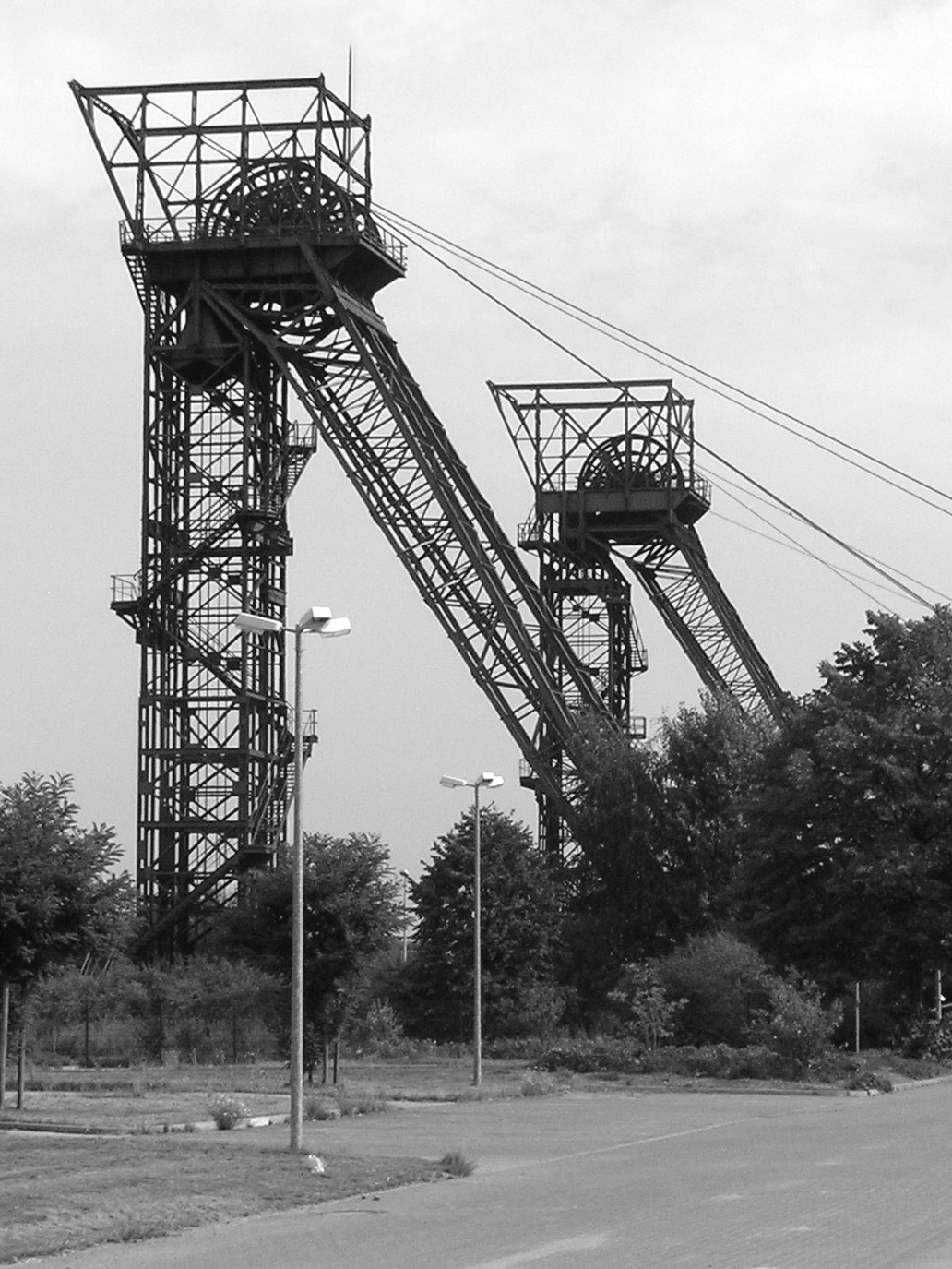
Wieże wyciągowe budowane nad szybami

Podszybie – zespół wyrobisk podziemnych, bezpośrednio przylegających do szybów. Jest to kompleks wyrobisk łączących wloty szybów z przekopem kierunkowym, przecznicą, lub chodnikiem podstawowym poziomu wydobywczego, dostosowanych do zadań funkcyjnych szybu (szybów). Na podszybiu zabudowane są urządzenia sygnalizacyjne, sterownicze i techniczne służące do załadunku urobku i rozładunku materiałów, wsiadania i wysiadania załogi.
Na podszybiu następuje zmiana kierunku transportu urobku z poziomego (w chodniku) na pionowy (w szybie). Szyb z wlotem szybowym łączy (stół szybowy, (krzesło szybowe)) konstrukcja stalowa, zabudowana w osi wyrobiska pionowego, która łączy obudowę szybu nad wlotem szybowym z obudową pod wlotem szybowym.